# Rachel (Nevada)
Pour les articles homonymes, voir Rachel (homonymie).

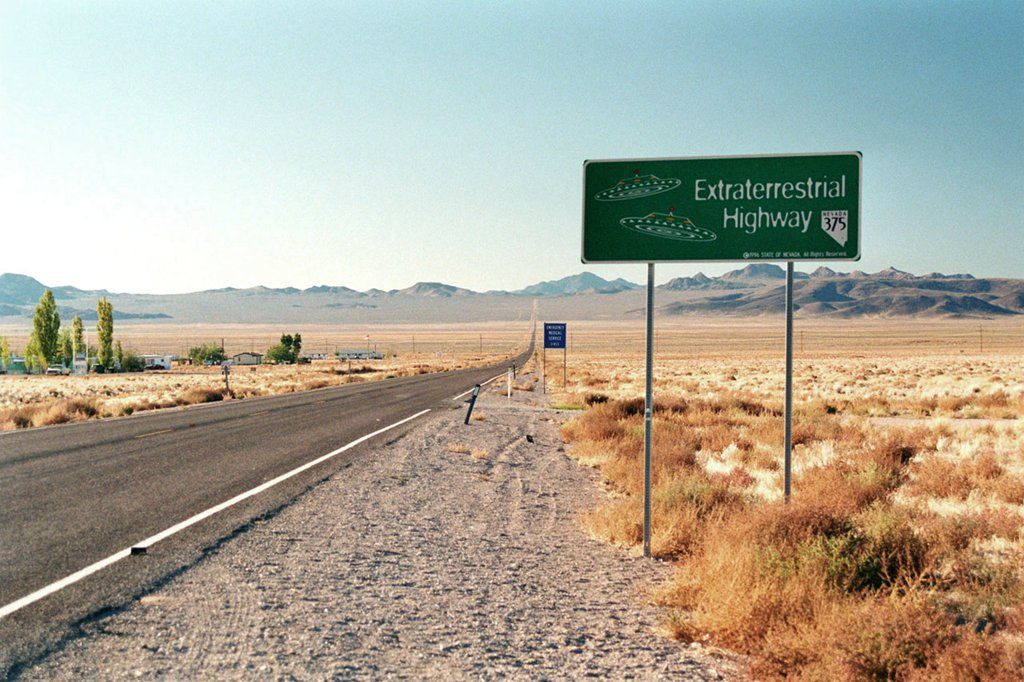
Rachel, à gauche, vue depuis la route 375

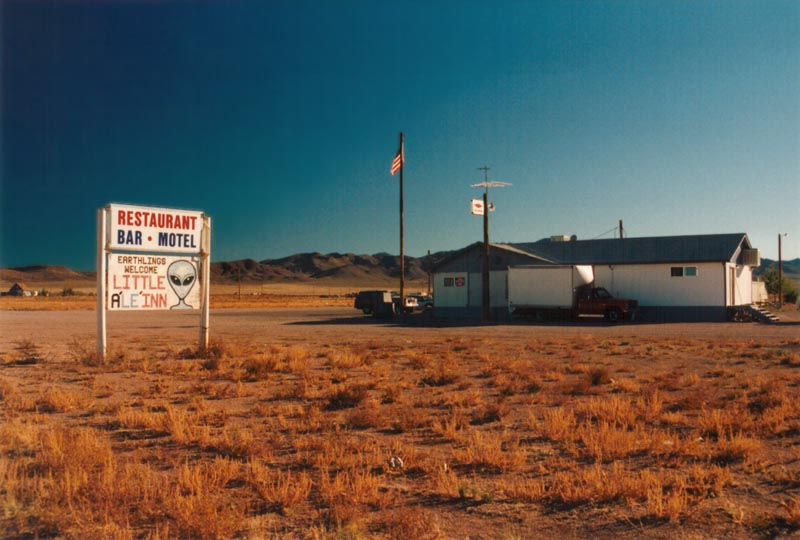
Little A'Le'Inn; Bar, Restaurant & Motel

Rachel est une localité (census-designated place) du comté de Lincoln, dans le Nevada, États-Unis. Étant donné que cette ville est proche de la Nellis Air Force Range et de la zone 51, elle jouit d'une relative célébrité et est très appréciée par les ufologues.

## Localisation
La ville se trouve dans la vallée Tikaboo, à trois heures de route au nord de Las Vegas. Rachel ainsi qu'une grande partie du Nevada font partie de la zone désertique du Grand Bassin des États-Unis. C'est le seul village le long de la route 375 (la route extraterrestre du Nevada), à mi-chemin entre sa jonction ouest avec l'U.S. Route 6 à Warm Springs et sa jonction est à Crystal Springs.

## Description
En 2020, Rachel compte 48 habitants, dont la plupart vivent dans des ranchs. La ville était autrefois établie ville minière de tungstène.
Les voyageurs peuvent s'arrêter à l'auberge « Little A'Le'Inn », un motel-restaurant basé sur le thème des extra-terrestres qui dispose d'une boutique de souvenirs.
En 1996, à l'occasion de la sortie du film Independence Day, les producteurs et certains acteurs du long-métrage organisent une diffusion en avant-première à Rachel et donnent à la ville une capsule temporelle. Elle est située devant le bar Little A'Le'Inn, dans un monument de pierre. Elle doit être ouverte en 2050.
En 2006, la chaîne KFC créa un logo géant de la compagnie sur le sol au nord de la ville. Ce logo est cité comme le premier visible depuis l'espace. Il est constitué de 65 000 briques de 30 cm de côté. Ce gigantesque puzzle contient 6 000 briques rouges, 14 000 blanches, 12 000 jaunes, 5 000 beiges et 28 000 noires.